# Aconcagua
Cerro Aconcagua er et bjerg i Mendoza-provinsen i Argentina godt 100 km nordvest for provinshovedstaden Mendoza og nær grænsen til Chile. 
Aconcagua er en del af Andes, der er den længste bjergkæde i verden og har de højeste toppe uden for Himalaya. Bjerget er dannet under de tektoniske bevægelser, hvormed Nazcapladen skubber sig ind under (og dermed løfter) den sydamerikanske plade. Det er den samme bevægelse, der med mellemrum skaber jordskælv i Chile og Peru.
Navnet "Aconcagua" er af indiansk oprindelse, men oprindelsen er omstridt. Det kan enten være afledt af "Aconca-hue" eller "Achon Cahuak". Det første er araucansk for "fra den anden side" (brugt om floden ved bjergets fod). Det andet er quechua for "skildvagt af sten" (brugt om selve bjerget). I alle tilfælde er det klart, at bjerget på linje med andre toppe i det høje Andes har haft en særlig status blandt områdets oprindelige folk. 
Bjerget formodes besteget første gang i 1897 af schweizeren Matthias Zurbriggen. Ad normalruten fra nord er det en teknisk nem bestigning, der ofte noget nedladende omtales som "verdens højeste spadseretur". Andre ruter er betydeligt mere krævende og forsøges kun af erfarne bjergbestigere. Et væsentligt faremoment er i alle tilfælde højden på godt 7.000 meter. Trykket på toppen er kun 40% af trykket ved havets overflade, hvorfor der foruden betragtelig viljestyrke og god fysik kræves gradvis tilvænning til højden over flere uger. Trods parkmyndighedernes beredskab sker der hvert år dødsfald på grund af højdesyge. Hertil kommer lave temperaturer, et omskifteligt vejrlig og kraftige vinde, der på nogle dage kan ses som en fane af fygesne omkring bjergets tinde.
Bjergets popularitet er de senere år vokset betragteligt på grund af interessen for de såkaldte Seven Summits. Mere end 3.000 forsøger hver sæson (december til februar) bestigningen, der har en succesrate på omkring 30%. Flere danskere har besteget Aconcagua.